# Mercuri (planeta)
Mercuri és el primer planeta del sistema solar atenent la seva proximitat al Sol i el més petit de tots. El seu període orbital, de tan sols 87,97 dies terrestres, és el més curt de tots els planetes que giren al voltant del Sol. S'anomena així en honor del déu romà Mercuri, patró del comerç, missatger dels déus i mitjancer entre els déus i els mortals, que correspon al déu grec Hermes. Igual que Venus, Mercuri gira al voltant del Sol seguint una òrbita situada a l'interior de l'òrbita de la Terra, és a dir, és un planeta inferior. La seva distància aparent del Sol, vista des de la Terra, mai no passa de 28°. La seva proximitat a l'astre rei fa que tan sols sigui visible a l'horitzó occidental després de la posta del sol o l'horitzó oriental abans de la sortida del sol, generalment en el crepuscle. En aquest moment del dia, es pot veure com un objecte brillant semblant a un estel, tot i que costa més d'observar que Venus.
Mercuri és brillant quan es veu des de la Terra, amb una magnitud aparent de −2,0 a 5,5. Se'n sap relativament poc; la primera missió d'exploració de Mercuri va ser la del Mariner 10 que, entre el 1974 i el 1975, solament va cartografiar un 45% de la superfície del planeta. La segona és la sonda MESSENGER, que n'ha cartografiat l'altre 30% durant la seva aproximació el 14 de gener del 2008. Va fer-hi un altre vol el 29 de setembre del 2009. Una gran part de l'hemisferi no cartografiat per la Mariner 10 s'ha cartografiat amb aquests vols. La sonda va entrar en una òrbita el·líptica al voltant del planeta el 18 de març del 2011; la primera imatge orbital de Mercuri es va obtenir el 29 de març del 2011. Va orbitar Mercuri unes 4.000 vegades durant quatre anys abans d'exhaurir el combustible i estavellar-se contra la superfície del planeta el 30 d'abril de 2015.
Mercuri, en aparença, és similar a la Lluna: té molts impactes de cràters, no té cap satèl·lit natural i gairebé no té atmosfera. Tanmateix, al contrari de la Lluna, té un nucli de ferro que genera un camp magnètic amb més o menys de l'1% de la força del de la Terra. És un planeta excepcionalment dens a causa de la gran mida del seu nucli. Les temperatures de la superfície varien entre 90 i 700 K (−183 i 427 °C).
Es coneixen observacions enregistrades de Mercuri des del mil·lenni I aC. Ja abans del segle iv aC, els astrònoms grecs creien que el planeta no era un sinó dos objectes diferenciats: un de visible a l'alba, que anomenaven Apol·lo, i l'altre, visible només a la posta, que anomenaven Hermes. Popularment es coneix com a estel de Sant Mateu o favera. El símbol astronòmic de Mercuri és una versió estilitzada del caduceu d'Hermes.

## Introducció històrica
Mercuri és conegut almenys des de fa 5.000 anys. Els sumeris (III mil·lenni aC) l'anomenaven Ubu-idim-gud-ud. Tanmateix, que se sàpiga, els primers a fer observacions detallades van ser els babilonis que l'anomenaven gu-ad o gu-utu. Abans del segle v aC, els grecs creien que eren dos cossos diferents i li van donar dos noms: Apol·lo, quan era visible en el cel del matí, i Hermes, quan apareixia al capvespre. Va ser Pitàgores el primer a suggerir que, en realitat, es tractava d'un únic cos que es feia visible en dos moments diferents del dia. Heràclit es va avançar al seu temps creient que Mercuri i Venus orbitaven el Sol, i no la Terra, com es pensava aleshores.
El 1631, Pierre Gassendi, que va observar el trànsit de Mercuri predit per Johannes Kepler, va ser la primera persona a observar el trànsit d'un planeta per davant del Sol. El 1639, Giovanni Zupi, utilitzant un telescopi, va descobrir que el planeta tenia fases orbitals similars a les de Venus i a les de la Lluna. Aquesta observació va demostrar de manera concloent que Mercuri orbitava al voltant del Sol.

## Estructura interna
Mercuri és un dels quatre planetes tel·lúrics del sistema solar i, per tant, és un cos rocós com la Terra. És el planeta més petit del sistema solar, amb un radi equatorial de 2.439,7 km. Tot i que té més massa és, fins i tot, més petit que els satèl·lits naturals més grans del sistema solar, com Ganimedes i Tità. Mercuri està compost en un 70% de material metàl·lic i en un 30% de silicats. La densitat de Mercuri és la segona més alta del sistema solar, amb 5.427 g/cm³, poc menys que la densitat de la Terra, de 5.515 g/cm³. Si es descomptés l'efecte de la compressió gravitatòria, els materials que componen Mercuri serien més densos, amb una densitat descomprimida de 5,3 g/cm³ força diferent dels 4,4 g/cm³ de la Terra.

1. Escorça: 100-300 km d'amplada
2. Mantell: 600 km d'amplada
3. Nucli: 1.800 km de radi

La densitat de Mercuri es pot fer servir per a inferir-ne detalls de la seva estructura interna. Mentre que l'alta densitat de la Terra en bona part és el resultat de la compressió gravitatòria, sobretot al nucli, Mercuri és molt més petit i les seves regions internes no estan ni de bon tros tan comprimides. Per tant, per a tenir una densitat tan alta, el seu nucli ha de ser gros i ric en ferro. Els geòlegs estimen que el nucli de Mercuri ocupa al voltant del 42% del seu volum; per a la Terra, aquesta proporció és del 17%. Investigacions recents indiquen que Mercuri té un nucli fos.
Al voltant del nucli, hi ha un mantell de 600 km format per silicats. Alguns astrònoms han postulat que, poc després de la formació de Mercuri, un impacte gegant amb un cos de centenars de quilòmetres de llargada va endur-se una bona part del material original del mantell del planeta, de manera que en va quedar un mantell relativament prim en comparació amb un nucli tan gran.
Amb la informació de la missió Mariner 10 i altres observacions fetes des de la Terra, es calcula que l'escorça de Mercuri fa uns 100−300 km de gruix. Una característica distintiva de la superfície de Mercuri és la presència de moltes crestes estretes, algunes de les quals s'estenen al llarg d'uns quants centenars de quilòmetres. Es creu que es van formar quan el nucli i el mantell de Mercuri es van refredar i contraure, en un moment en què l'escorça ja s'havia solidificat.
El nucli de Mercuri té un contingut de ferro més elevat que qualsevol altre planeta principal del sistema solar, i s'han proposat diferents teories per explicar-ho. La més acceptada és que Mercuri tenia originalment una proporció entre metalls i silicats similar als meteorits condrites, que es creu que són típics de la matèria rocosa del sistema solar, i una massa aproximadament de 2,25 vegades l'actual. No obstant això, al principi de la història del sistema solar, pot ser que Mercuri rebés un impacte d'un planetesimal d'una massa aproximada d'1/6 l'original de Mercuri. L'impacte hauria esberlat una bona part de l'escorça original i el mantell, deixant, en comparació, un nucli més gran. Un procés similar s'ha proposat per explicar les característiques de la Lluna de la Terra.
Una teoria alternativa explica que Mercuri es podria haver format a partir de la nebulosa solar abans que s'estabilitzés l'emissió d'energia del Sol. El planeta tenia, al principi, el doble de la seva massa actual, però a mesura que el Sol primitiu es contreia, les temperatures a prop de Mercuri podien haver estat entre 2.500 i 3.500 K, i possiblement arribarien fins als 10.000 K. A aquestes temperatures, una bona part de la superfície rocosa de Mercuri es podria haver vaporitzat, formant una atmosfera de «vapor de roca», que el vent solar es podria haver endut.
Una tercera hipòtesi proposa que la nebulosa solar causava una resistència aerodinàmica a les partícules a partir de les quals Mercuri creixia per acreció, cosa que significava que les partícules més lleugeres es perdien i no formaven part del material d'acreció. Cadascuna d'aquestes tres hipòtesis en prediu una composició de la superfície diferent, i hi ha dues missions espacials en curs cap a Mercuri, MESSENGER i BepiColombo, amb l'objectiu de fer-hi observacions i verificar-ne les hipòtesis.
La sonda MESSENGER ha trobat nivells de potassi i sofre més alts dels esperats a la superfície; això suggereix que les hipòtesis del gran impacte i de la vaporització de l'escorça i mantell no serien factibles perquè el potassi i el sofre haurien estat expulsats per les extremes temperatures del fenomen. Aquests descobriments afavoreixen la tercera hipòtesi, encara que calen més anàlisis de les dades obtingudes.

## Geologia

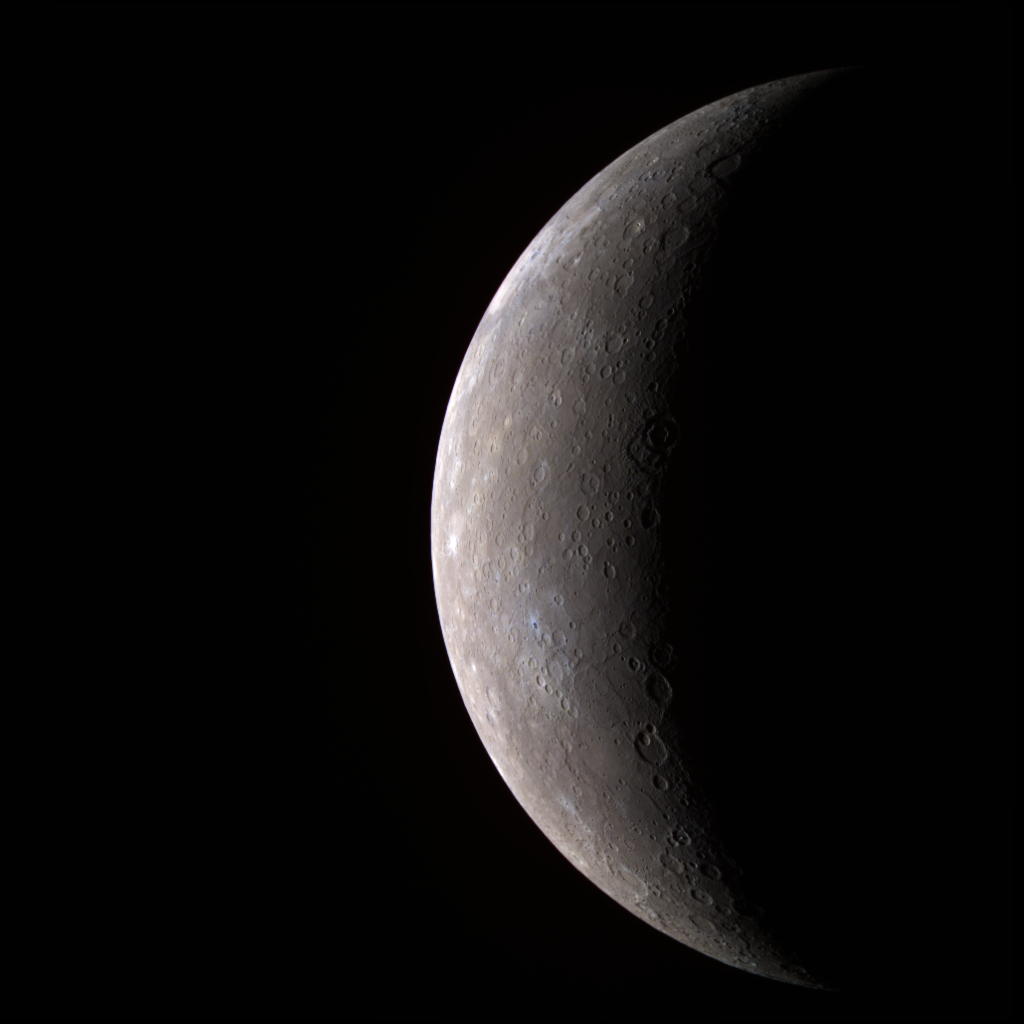
Color de la geologia de Mercuri, tal com seria vista per l'ull humà

Dels planetes interiors del sistema solar, la geologia de Mercuri és la menys coneguda. Les raons que ho poden explicar inclouen tant la proximitat de Mercuri al Sol, i els seus conseqüents perills per a les sondes espacials, com pel fet que la durada del cicle dia-nit (moviment de rotació) de Mercuri és de 58 dies terrestres. Per aquest motiu, la sonda espacial Mariner 10, que en va fer tres visites durant els anys 1974 i 1975, només pogué observar el costat il·luminat pel Sol. Es preveu que la sonda MESSENGER, llançada l'agost del 2004 i que es calcula que es posarà en òrbita al seu voltant el març del 2011, augmenti bastant el nostre coneixement sobre aquest planeta.

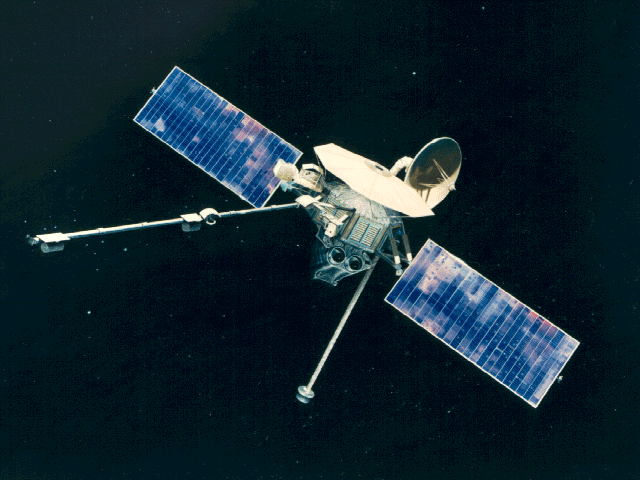
La sonda espacial Mariner 10

### Història geològica
Com en el cas de la Terra, de la Lluna i de Mart, la història geològica de Mercuri es divideix en eres. Per ordre d'antiguitat són: Pretolstoià, Tolstoià, Calorià, Mansurià i Kuiperià.
Fa més de 4.000 milions d'anys, després de formar-se, Mercuri va rebre un bombardeig de cometes i asteroides, fenomen que va finalitzar fa 3.800 milions d'anys. Durant aquest període d'intensa formació de cràters, la superfície va registrar molts impactes. Alguns d'aquests impactes, com el que va donar lloc a la conca de Caloris, van ser omplerts per material magmàtic, i s'hi formaren planícies suaus com les que hi ha a la Lluna. Una vegada que el planeta es va refredar i es va contreure, a la superfície es van produir esquerdes que es van superposar a altres estructures ja presents, com ara els cràters i les planures, la qual cosa fa palès que les esquerdes són més recents. El període de vulcanisme va acabar quan la compressió del mantell es va ajustar prou per a evitar l'eixida de la lava a la superfície. Probablement açò va passar en un període que s'ubica entre els primers 700 o 800 milions d'anys de la seua història. Des de llavors, només s'hi han produït impactes aïllats de cometes i asteroides.

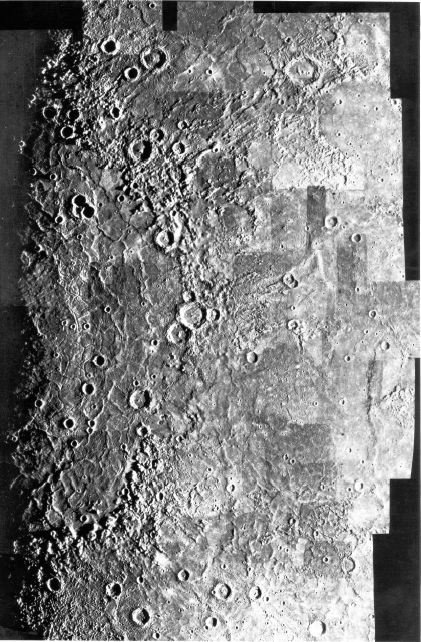
Conca de Caloris

### Característiques generals de la superfície
El 60% de la superfície de Mercuri es compon de cràters i, a més, hi són distribuïts de manera uniforme. El fet que la superfície presenti tants cràters es deu al fet que Mercuri té una atmosfera molt feble, la qual cosa permet l'entrada dels meteoroides sense ser desintegrats. Per aquesta raó, tant la seua superfície com la de la Lluna i Mart testifiquen un registre d'impactes que són importants per a la determinació de la durada d'aquest període de craterització, que va ser molt intens fins fa uns 3.000 milions d'anys.
A més dels cràters de diàmetres que van des de centenars de metres fins a centenars de quilòmetres, n'existeixen d'altres de mida descomunal com és el cas del cràter Caloris, que té un diàmetre de 1.300 km i que és la major estructura geològica de la superfície de Mercuri. L'impacte que el va produir va ser tan violent que va produir la sortida de lava del mantell i va crear un anell concèntric al voltant del cràter amb alçàries que arriben als 2 km. A més, també se li atribueixen les fractures i escarpes al costat oposat del planeta. En la geologia lunar, aquest tipus de cràters, que van quedar omplerts pel material magmàtic, reben el nom de mars lunars.

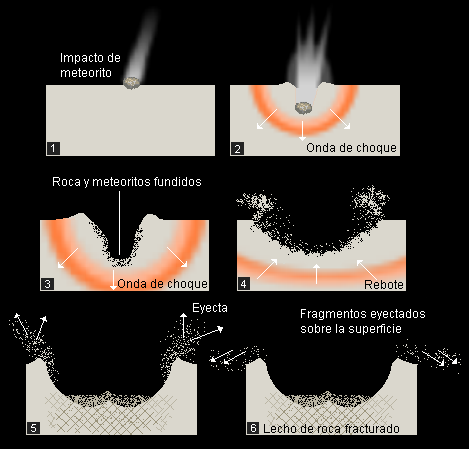
Formació d'un cràter d'impacte

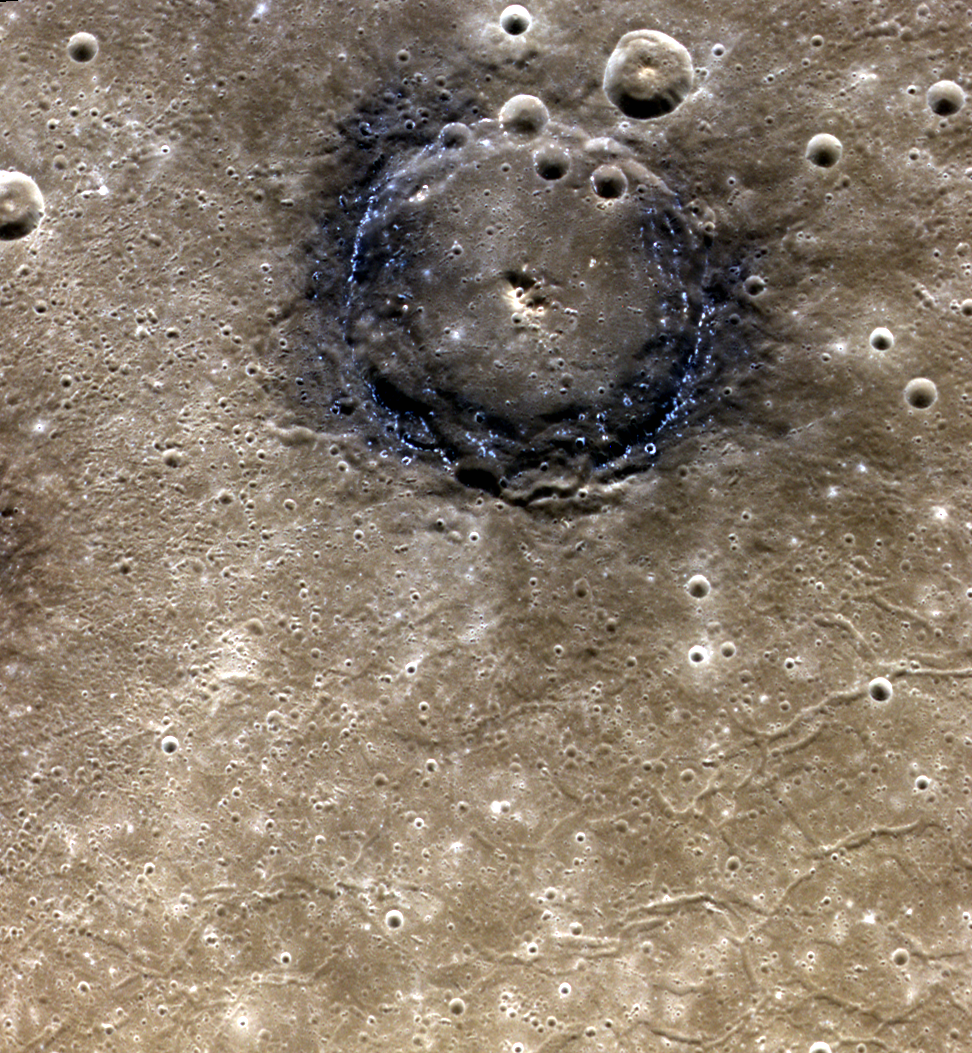
Gran cràter de la superfície de Mercuri, vist amb colors reals.

Els cràters de Mercuri presenten les característiques típiques d'un impacte: el material ejectat forma dipòsits al voltant del cràter, de vegades en forma de prolongacions lineals que se les coneix com a radis o raigs, la lluminositat dels quals és més intensa per ser un terreny més jove que la superfície circumdant.
S'han pogut observar altres escarpes que travessen la superfície del planeta tant a les zones llises com a les crateritzades. La seua presència s'atribueix al refredament que va experimentar Mercuri des de la seua formació, la qual cosa va encongir la superfície mercurial provocant un reacomodament de l'escorça planetària.

### Origen del gel

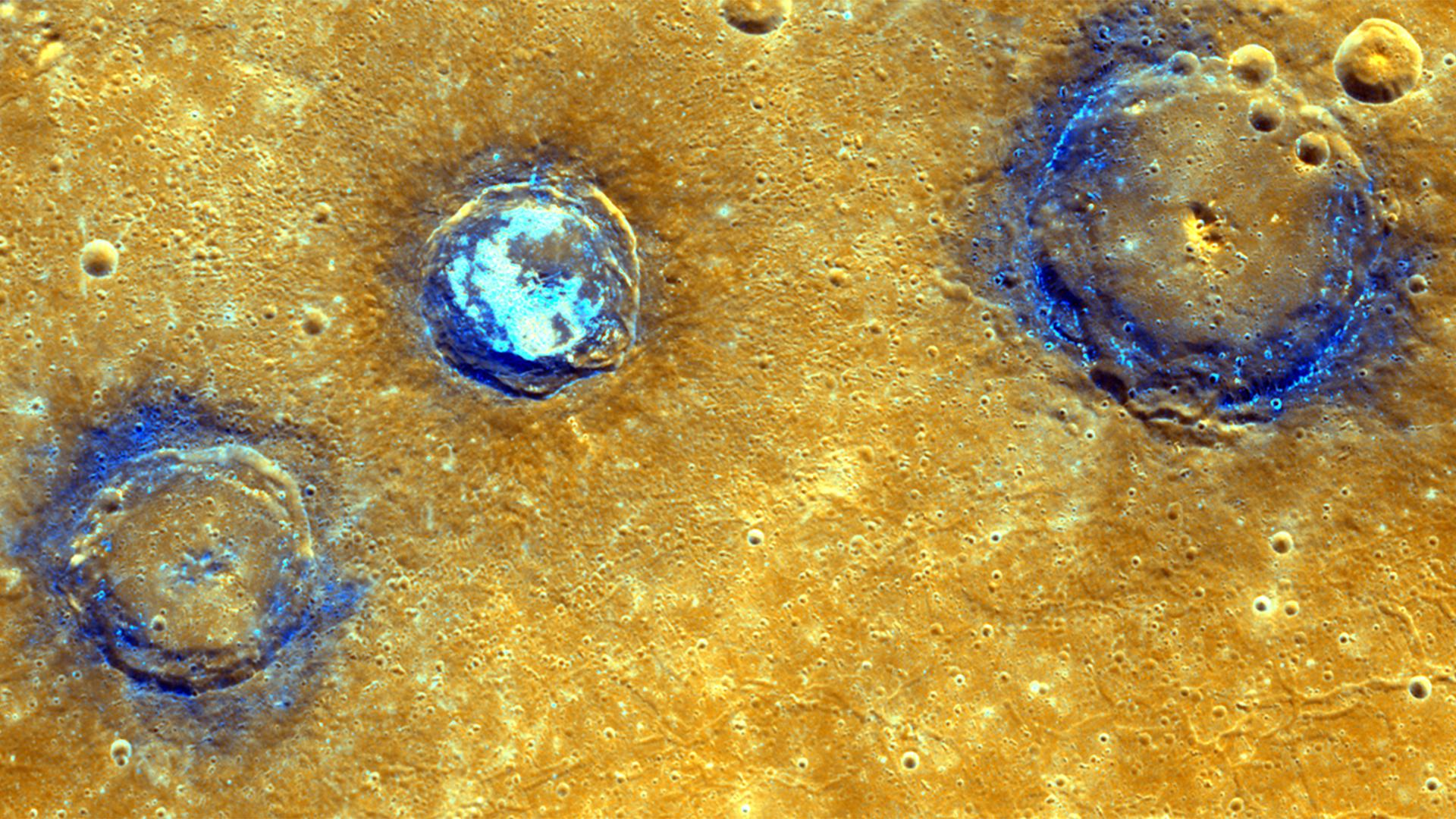
Vista de diversos cràters a la mateixa zona de Mercuri amb colors ressaltats, per a una millor observació de la presència de gel a la superfície del planeta.

L'existència de cràters amb ombra permanent no és una característica única de Mercuri: a la mateixa Lluna s'han identificat, al seu pol nord, un enorme cràter -conca d'Aitken-, amb la possibilitat que hi existeixi gel. Aquest gel a la Lluna, com a Mercuri, és atribuït a fonts externes. En el cas de la Lluna, es creu que va ser dipositat per cometes, mentre que a Mercuri s'atribueix a meteorits. Com es considera provada l'existència d'aigua en alguns meteorits, aquests el podrien haver dipositat en cràters amb ombra permanent i així provocar la seua conservació per milions i, fins i tot, milers de milions d'anys.
Una altra hipòtesi, sense ser confirmada, és que a Mercuri es produiria un flux important d'aigua des del seu interior. Tampoc no s'ha comprovat l'existència d'algun mecanisme que causi la pèrdua de gel a la superfície com la fotodissociació, l'erosió deguda al vent solar i el xoc amb micrometeorits.
El comportament del gel en altres cossos celestes té les seues peculiaritats. En primer lloc, les elevades temperatures de la superfície de Mercuri (que ronden els 420 °C) sumades al buit de l'espai exterior (l'atmosfera de Mercuri és gairebé imperceptible) i els raigs solars contribuirien a fer que el gel se sublimés i escapés a l'espai. De tota manera, això no es creu que succeís amb el gel a Mercuri perquè la ubicació del gel a altes latituds fa que la temperatura sigui baixa: dins dels cràters, on no arriba la llum solar, les temperatures cauen fins als –171 °C i a les planes polars la temperatura no ultrapassa els 106 °C.
L'existència de gel a Mercuri a l'interior d'alguns dels seus cràters, ja ha estat corroborada científicament gràcies a les observacions de la sonda Messenger. Abans de les dades enviades per la sonda, s'havia especulat sobre el fet que les observacions d'alta reflectivitat de radar, considerades anòmales, possiblement eren fruit de l'existència de sulfats metàl·lics o a altres materials amb la mateixa capacitat de reflexió. Aquests dipòsits de gel existents al planeta es trobarien concentrats en la zona d'ombra permanent de certs cràters on les temperatures arriben als 170 graus sota zero, els quals es localitzarien sota l'àrea d'influència dels casquets polars. Els especialistes suposen que es tracta de restes d'aigua congelada, conservats per un element volàtil de sofre.

### Atmosfera
L'existència d'una atmosfera en un planeta té una gran importància per a la geologia, car els processos erosius del vent, els canvis de temperatura, humitat, etc., contribueixen a la modificació del terreny i al deteriorament dels materials.
L'atmosfera de Mercuri es va dissipar breument després de la seua formació fa més de 4 mil milions d'anys. A més de la seua baixa gravetat, la causa principal de la seua desaparició va ser el vent solar. Tanmateix, encara té els romanents d'una molt tènue atmosfera de 10-15 bar (gairebé inexistent). L'existència d'una atmosfera permetria mantenir una temperatura més o menys estable, malgrat les variacions de lluminositat entre el dia i la nit (les fluctuacions en els cossos sense atmosferes o amb atmosferes molt febles són intenses). Per exemple, a Mercuri, la temperatura superficial durant el dia és de 420 °C, mentre que durant la nit cau fins als –180 °C. A causa dels bruscos canvis de temperatura, el tipus d'interacció sobre la superfície estaria relacionat amb l'agitació tèrmica produïda sobre els materials.

## Condicions de la superfície iexosfera
La temperatura mitjana de la superfície de Mercuri és de 442,5 K, però s'estén dels 100 als 700 K, a causa de l'absència d'atmosfera. A la cara fosca del planeta, les temperatures són d'uns 110 K. La intensitat de la llum solar a la superfície de Mercuri és d'entre 4,59 i 10,61 vegades més gran que la constant solar (1370 Wm−2).

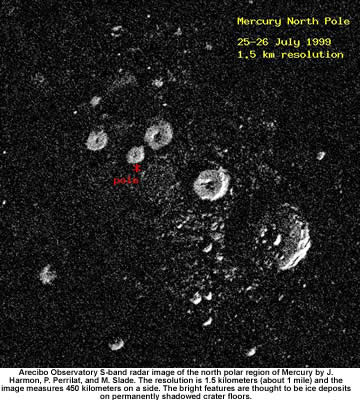
Imatge per radar del pol nord de Mercuri

Malgrat les generalment extremes temperatures de la seva superfície, les observacions suggereixen que pot existir gel a Mercuri. El fons d'alguns profunds cràters mai no està exposat a la llum del Sol, i allà les temperatures estan molt lluny de la mitjana global del planeta. El gel d'aigua es reflecteix al radar, i observacions pel telescopi Goldstone de 70 metres i el VLA a principis de la dècada del 1990 van revelar que hi ha taques d'alta reflexió al radar a prop dels pols. Encara que el gel no és l'única causa possible d'aquestes zones reflectives, els astrònoms creuen que n'és la més possible.
Es creu que les regions de gel cobreixen una fondària d'uns pocs metres, i contenen uns 10¹⁴–1015 kg de gel. En comparació, la placa de gel antàrtica de la Terra té una massa d'aproximadament 4×1018 kg, i el pol sud de Mart conté uns 10¹⁶ kg d'aigua. L'origen del gel a Mercuri encara és desconegut, però les dues teories més raonables són l'expulsió de gasos de l'interior del planeta o la deposició per impactes de cometes.

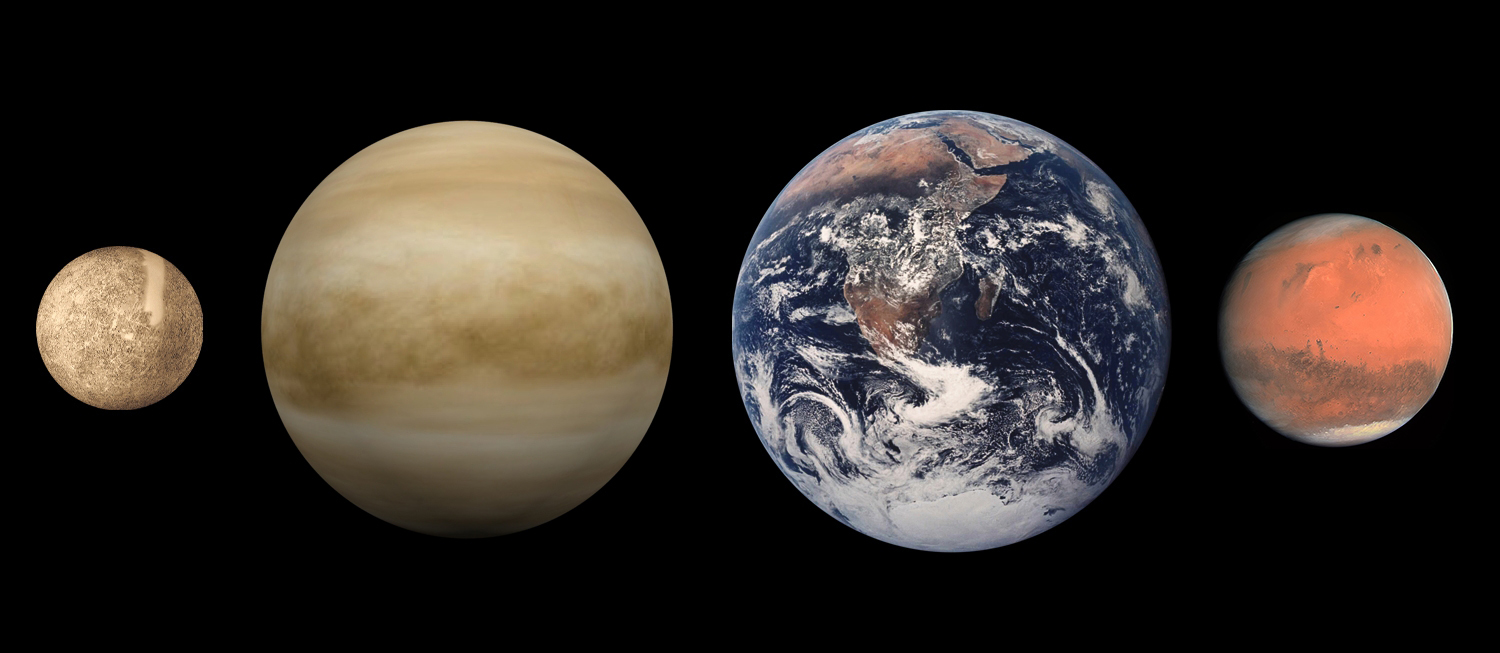
Comparació de les mides dels planetes terrestres (d'esquerra a dreta): Mercuri, Venus, Terra i Mart

Mercuri és massa petit perquè la seva gravetat pugui retenir cap atmosfera significativa durant llargs períodes; tanmateix, té una tènue exosfera limitada a la superfície que conté hidrogen, heli, oxigen, sodi, calci i potassi. Aquesta exosfera no és estable—els àtoms es perden i es reposen contínuament a partir de diverses fonts. L'hidrogen i l'heli probablement venen del vent solar, i es difonen per la magnetosfera de Mercuri abans de retornar cap a l'espai. La descomposició radioactiva d'elements de l'escorça de Mercuri és una altra font d'heli, així com de sodi i potassi. El vapor d'aigua hi és present, portat cap a Mercuri per alguna combinació de processos com ara: cometes que colpegen la superfície, polvorització que "crea aigua d'on no n'hi havia a partir dels ingredients del vent solar i les roques de Mercuri" (tots dos contenen hidrogen i oxigen), i "basses d'aigua gelada en petites àrees polars de Mercuri, on les condicions topogràfiques locals poden crear zones obagues permanents en parets de cràters que podrien anar atrapant aigua al llarg de tota la vida del sistema solar". MESSENGER va trobar altes proporcions de calci, heli, hidròxid, magnesi, oxigen, potassi, silici, sodi i aigua. La detecció de molts ions relacionats amb l'aigua com O+, OH- i H₂O+ va ser una sorpresa. Per les quantitats d'aquests ions detectades a l'entorn espacial pròxim a Mercuri, els científics creuen que van ser arrencades de la superfície o exosfera pel vent solar.
El sodi i el potassi es van descobrir a l'atmosfera durant els anys 80, i es creu que són principalment el resultat de la vaporització de roques superficials que han rebut impactes de micrometeorits. A causa de la capacitat de difondre la llum del Sol d'aquests materials, les observacions des de la Terra poden detectar-ne la composició a l'atmosfera. Hi ha estudis que indiquen que, de vegades, les emissions de sodi es localitzen en punts que corresponen als dipols magnètics del planeta. Això indicaria alguna interacció entre la magnetosfera i la superfície del planeta.

## Camp magnètic i magnetosfera

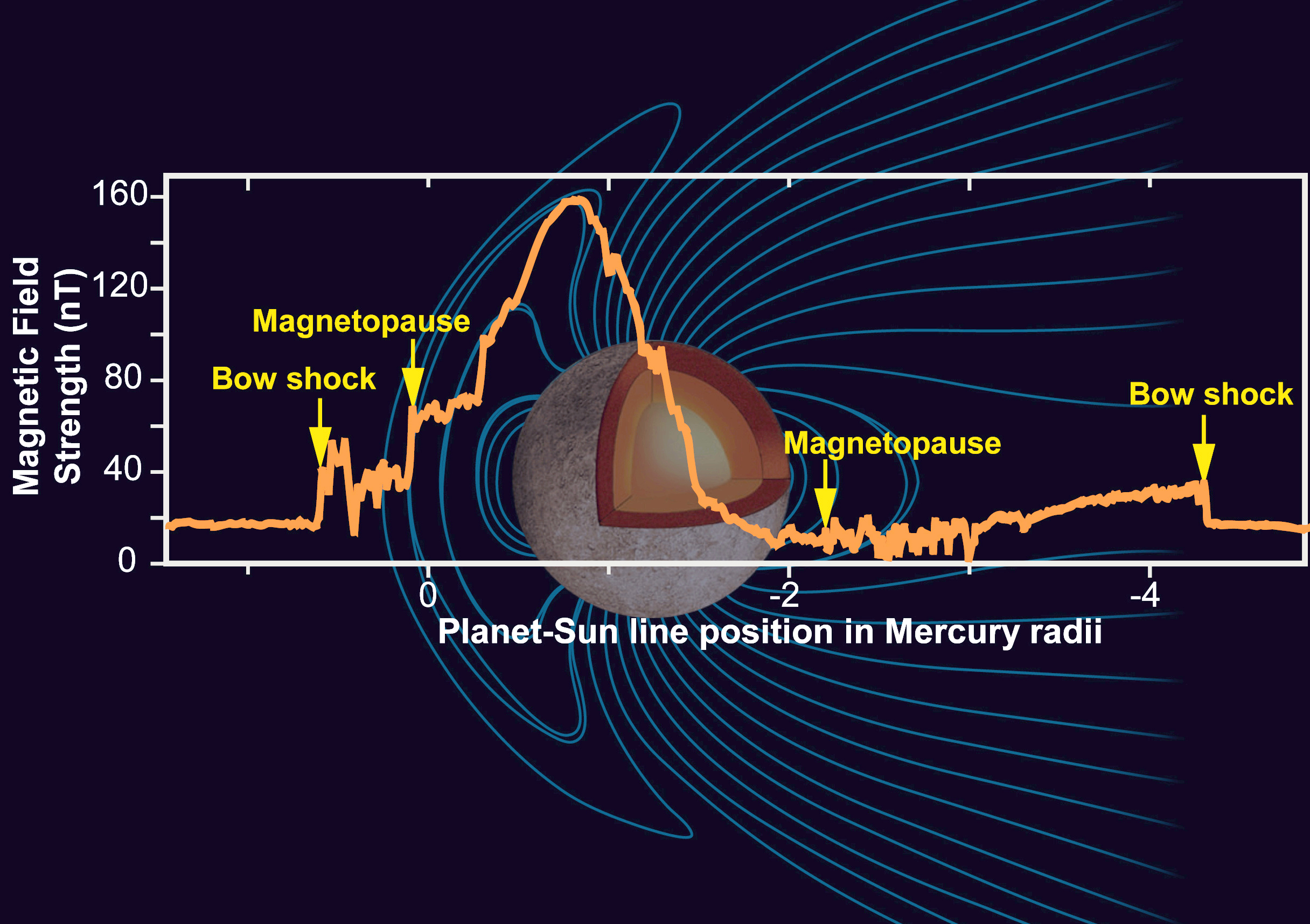
Gràfic mostrant la força del camp magnètic de Mercuri

Malgrat la seva petita mida i la seva lenta rotació de 59 dies, Mercuri té un important camp magnètic. Segons informació de la Mariner 10, és un 1,1% tan fort com el de la Terra. La força del camp magnètic a l'equador de Mercuri és d'uns 300 nT. Com la Terra, el camp magnètic de Mercuri és de naturalesa dipolar. Al contrari que a la Terra, els pols de Mercuri estan gairebé alineats amb l'eix de gir del planeta. Mesures de la Mariner 10 i MESSENGER han indicat que la força i la forma del camp magnètic són estables.
És probable que aquest camp magnètic sigui generat per mitjà d'un efecte dinamo, de manera semblant a la del camp magnètic de la Terra. Aquest efecte dinamo seria el resultat de la circulació del nucli líquid, ric en ferro, del planeta. Els efectes de les fortes marees provocades per l'elevada excentricitat orbital servirien per a mantenir el nucli en l'estat líquid necessari per a aquest efecte dinamo.
El camp magnètic de Mercuri és prou fort per a desviar el vent solar al voltant del planeta, creant una magnetosfera. La magnetosfera del planeta, encara prou petita per a cabre dins de la Terra, és prou forta per a atrapar el plasma del vent solar. Això contribueix al desgast de la superfície del planeta. Observacions de la Mariner 10 van detectar aquest plasma de baixa energia a la magnetosfera de la part fosca del planeta. S'han detectat ràfegues de partícules energètiques a la cua magnètica del planeta, la qual cosa indica una qualitat dinàmica de la magnetosfera del planeta.

## Òrbita i rotació

L'òrbita de Mercuri (en groc)

Mercuri té l'excentricitat orbital més gran del sistema solar; la seva excentricitat és de 0,21 amb la seva distància del Sol entre 46 i 70 milions de quilòmetres. Tarda 88 dies a completar una òrbita.
El diagrama de l'esquerra mostra els efectes de la seva excentricitat; exposa l'òrbita de Mercuri comparada amb una òrbita circular que té el mateix semieix major. La velocitat més alta del planeta quan és a prop del periheli es veu clarament per la distància més llarga que recorre en cada interval de 5 dies. La mida de les esferes, inversament proporcional a la seva distància del Sol, es fa servir per a diferenciar la distància heliocèntrica. Aquesta distància que varia amb el Sol, combinada amb una ressonància rotació−òrbita de 3:2 de la rotació sobre el seu eix, provoca així les variacions de la temperatura de la superfície.
L'òrbita de Mercuri és inclinada 7° a l'òrbita plana de la Terra (l'eclíptica), com es mostra en el diagrama de la dreta. Com a resultat, els trànsits de Mercuri a través de la cara del Sol només poden ocórrer quan el planeta està travessant el pla de l'eclíptica al mateix temps que està entre la Terra i el Sol. Això passa cada uns set anys de mitjana.

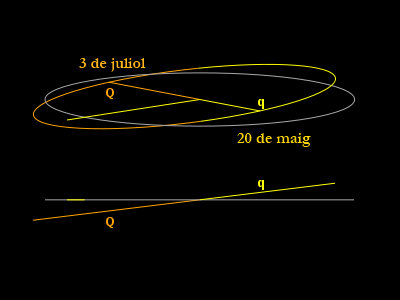
L'òrbita de Mercuri vista des del mode ascendent (a baix) i de 10° (a dalt)

Funcionalment, la inclinació axial de Mercuri no existeix, amb mesures tan baixes com de 0.027°. Això és significament més petit que en Júpiter, que té la segona inclinació axial de tots els planetes, amb 3,1 graus.
En certs punts de la superfície de Mercuri, un observador podria veure la sortida de mig sol, i després recular i pondre's abans de tornar a sortir, tot dins del mateix dia mercurial. Això és degut al fet que, aproximadament quatre dies abans del periheli, la velocitat orbital angular de Mercuri és exactament igual a la seva velocitat de rotació, de manera que el moviment aparent del Sol s'atura; al periheli, la velocitat angular orbital de Mercuri sobrepassa la velocitat rotacional angular. Així, el Sol sembla que fa un moviment retrògrad. Quatre dies després del periheli, es recupera el moviment aparent normal del Sol en aquests punts.

### Avanç del periheli
Durant el segle xix, el matemàtic francès Le Verrier va observar que la lentitud de la precessió de l'òrbita de Mercuri al voltant del Sol no es podia explicar completament per la mecànica clàssica i les pertorbacions dels planetes coneguts. Va proposar que podia existir un altre planeta en una òrbita encara més pròxima al Sol per a explicar aquesta pertorbació. Altres explicacions que s'hi van considerar incloïen un lleuger aplanament del Sol. L'èxit en la cerca de Neptú basant-se en les seves pertorbacions de l'òrbita d'Urà va induir els astrònoms a donar molt de crèdit a aquesta explicació, i fins i tot es va posar nom al planeta hipotètic, Vulcà. No obstant això, no es va trobar mai aquest planeta.
A principis del segle xx, els estudis del matemàtic Paul Gerber i després la teoria general de la relativitat d'Albert Einstein van donar l'explicació de la precessió observada. Aquest efecte és molt petit: l'excés relativista d'avanç del periheli de Mercuri és només de 42,98 segons d'arc per segle i, per tant, calen poc més de dotze milions d'òrbites per a una volta sencera de més. Hi ha efectes semblants, però molt més petits, per a altres planetes: 8,62 segons d'arc per a Venus, 3,84 per a la Terra, 1,35 per a Mart, i 10,05 per a 1566 Icarus.

Després d'una òrbita, Mercuri ha rotat 1,5 cops, car després de dues òrbites completes el mateix hemisferi és de nou il·luminat.

### Ressonància rotació−òrbita
Durant molts anys, es creia que Mercuri tenia un acoblament de marea síncron amb el Sol, girant un cop per cada òrbita i mantenint la mateixa cara en direcció al Sol en tot moment, de la mateixa manera que la Lluna ho fa amb la Terra. Tanmateix, observacions per radar el 1965 van demostrar que el planeta té una ressonància rotació−òrbita de 3:2, rotant tres cops per cada dues revolucions al voltant del Sol; l'excentricitat de l'òrbita de Mercuri estabilitza aquesta ressonància: al periheli, quan la marea solar és màxima, el Sol està gairebé quiet al cel de Mercuri.
La raó original perquè els astrònoms pensaven que estava acoblat síncronament era que cada vegada que Mercuri estava en la posició òptima d'observació, era sempre gairebé al mateix punt en la seva ressonància 3:2, per tant mostrava la mateixa cara. Això és a causa del fet que, casualment, el període de rotació de Mercuri és gairebé exactament la meitat del seu període sinòdic respecte a la Terra. A causa de la ressonància rotació-òrbita 3:2, un dia solar (la durada entre dos trànsits pel meridià del Sol) dura al voltant de 176 dies terrestres. Un dia sideral (el període de rotació) dura uns 58,7 dies terrestres.
Simulacions orbitals indiquen que aquesta excentricitat de l'òrbita de Mercuri varia caòticament de 0 (circular) a 0,47 milions d'anys. Això està pensat per explicar la ressonància rotació−òrbita 3:2 de Mercuri (més gran que la més normal 1:1), des que aquest estat sorgeix durant un període d'alta excentricitat.

## Observació
La magnitud aparent de Mercuri varia entre −2.0 —més brillant que Sírius— i 5.5. Malgrat la seva lluentor, l'observació de Mercuri és complicada per la seva proximitat amb el Sol. Mercuri només pot ser observat durant un curt període durant l'alba o la posta. El telescopi espacial Hubble mai no pot observar Mercuri, per precaucions de seguretat que eviten que apunti massa a prop del Sol.
Com la Lluna, Mercuri té fases vistes des de la Terra, i són «noves» en la conjunció inferior i «completes» en la superior. El planeta es fa invisible en les dues ocasions pel fet que surt i es pon alhora que el Sol en cada cas. Les fases del primer i últim quart coincideixen amb la màxima elongació est i oest, respectivament, quan la separació entre Mercuri i el Sol és de 17,9° al periheli a 27,8 a l'àpside. A la màxima elongació oest, és quan Mercuri surt el màxim de temps abans que el Sol, i la màxima elongació est és quan Mercuri es pon el màxim de temps després del Sol.
Mercuri ateny la conjunció inferior cada 116 dies en mitjana, però aquest interval pot arribar a ser de 111 dies a 121 dies per l'excèntrica òrbita del planeta. Mercuri pot acostar-se fins a 77,3 milions de quilòmetres a la Terra, però actualment no s'acosta més de 82 milions de quilòmetres. El seu període de moviment retrògrad vist des de la Terra pot variar entre 8 i 15 dies a cada banda de la conjunció inferior. Aquest gran marge també és conseqüència de l'alta excentricitat orbital.
Mercuri és més vist a la Terra a l'hemisferi sud que a l'hemisferi nord; això és perquè la seva màxima elongació oest del Sol sempre passa quan és la tardor a l'hemisferi sud, mentre que la seva màxima elongació est sempre passa quan és final de l'hivern a l'hemisferi sud.

## Estudis de Mercuri

### Astrònoms antics
Les observacions més antigues conegudes de Mercuri són les de les taules MUL.APIN. Aquestes observacions, les va fer probablement un astrònom assiri al voltant del segle xiv aC. El nom utilitzat per a designar Mercuri en escriptura cuneïforme a les taules MUL.APIN es transcriu com a UDU.IDIM.GU₄.UD ('el planeta saltador'). Les observacions babilòniques de Mercuri daten del primer mil·lenni aC. Anomenaven el planeta Nabu en honor del missatger dels déus en la seva mitologia.
Els grecs antics de l'època d'Hesíode coneixien el planeta com a Στίλβων (Stilbon), que significa 'el que brilla', i Ἑρμάων (Hermaon). Els grecs posteriors van anomenar el planeta Apol·lo quan era visible al matí i Hermes quan era visible al capvespre. Al voltant del segle iv aC, alguns astrònoms grecs van entendre que els dos noms es referien al mateix planeta. Els romans van anomenar el planeta en honor del déu missatger Mercuri (en llatí, Mercurius), que igualaven amb el grec Hermes.
A l'antiga Xina, Mercuri es coneixia com a Ch'en-Hsing, l''Estrella de les Hores'. S'associava amb la direcció Nord i la fase de l'aigua a la Wu Xing. La mitologia hindú utilitzava el nom Budha per a Mercuri, i es creia que aquest déu presidia els dimecres. El déu Odin (o Woden) de la mitologia germànica també s'associava amb el planeta Mercuri i l'origen del nom anglès per a dimecres (Wednesday) és una paraula derivada del dia de Woden. Els maies representaven Mercuri com un mussol (o possiblement quatre; dues per al matí i dues per al capvespre), que servia com a missatger cap al submón.

### Recerca amb telescopis terrestres

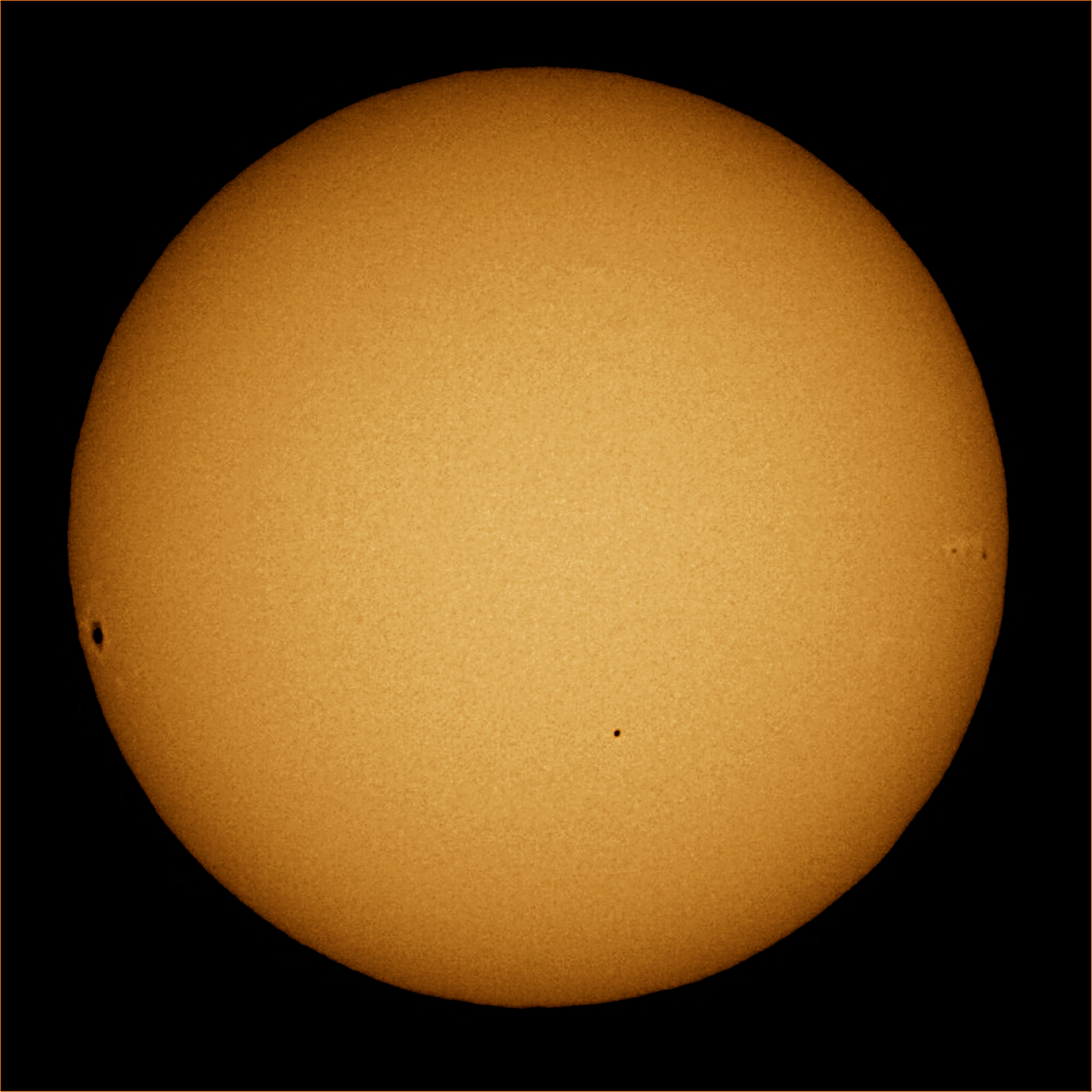
El trànsit de Mercuri. Mercuri és el petit punt a la part inferior del centre, davant del Sol. L'àrea fosca a l'esquerra del disc solar és una taca solar.

Les primeres observacions de Mercuri amb telescopi van ser fetes per Galileu a principis del segle xvii. Tot i que va observar fases planetàries a Venus, el seu telescopi no era prou potent per a veure les fases de Mercuri. El 1631, Pierre Gassendi va fer les primeres observacions d'un trànsit d'un planeta al voltant del Sol quan va veure el trànsit de Mercuri predit per Johannes Kepler. El 1639, Giovanni Zupi va utilitzar un telescopi per a descobrir que el planeta tenia fases orbitals semblants a les de Venus i la Lluna. L'observació va concloure que Mercuri orbitava al voltant del Sol.
Un esdeveniment molt estrany és que un planeta passi per davant d'un altre (ocultació), vist des de la Terra. Mercuri i Venus s'oculten l'un a l'altre cada uns quants segles, i l'esdeveniment del 28 de maig del 1737 és l'únic observat en tota la història, i fou vist per John Bevis a l'observatori Royal Greenwich. La següent ocultació de Mercuri per Venus serà el 3 de desembre del 2133.
Les dificultats inherents en observar Mercuri signifiquen que ha estat menys estudiat que altres planetes. El 1800, Johann Schröter en va fer observacions de la superfície, i afirmà haver vist muntanyes de més de 20 km d'alçada. Friedrich Bessel va utilitzar els dibuixos de Schröter per a estimar, erròniament, el període de rotació de 24 hores i una inclinació axial de 70°. A la dècada del 1880, Giovanni Schiaparelli cartografià el planeta més acuradament, i va suggerir que el període de rotació de Mercuri era de 88 dies, el mateix que el seu període orbital a causa del seu acoblament de marea. Aquest fenomen és conegut com a rotació síncrona i també existeix a la Lluna i la Terra. L'esforç de cartografiar la superfície del planeta fou continuat per Eugenios Antoniadi, que va publicar un llibre el 1934 que n'incloïa dos mapes i les seves pròpies observacions. Bona part de les característiques de la superfície, particularment les característiques d'albedo, agafen el nom del mapa d'Antoniadi.
El juny del 1962, científics soviètics de l'Institut de Radioenginyeria i Electrònica de l'Acadèmia Soviètica de les Ciències, dirigits per Vladímir Kotélnikov, foren els primers a fer rebotar un senyal de radar a Mercuri i rebre'l, començant les observacions mitjançant el radar del planeta. Tres anys després, observacions per radar fetes pels americans Gordon Pettengill i R. Dyce, utilitzant el radiotelescopi de 300 metres de l'observatori d'Arecibo de Puerto Rico, van concloure que el període de rotació del planeta era d'uns 59 dies.

## Exploració

Mercuri transitant el Sol vist per l'astromòbil marcià Curiosity (3 jun 2014).

Arribar a Mercuri des de la Terra té dificultats tècniques significatives, ja que el planeta orbita molt més a prop del Sol que ho fa la Terra. Una nau amb destinació a Mercuri llançada des de la Terra ha de recórrer uns 91 milions de quilòmetres cap al pou potencial gravitacional del Sol. Començant des de la velocitat orbital de la Terra de 30 km/s, el canvi en la velocitat (delta-v) que la nau ha de fer per entrar en una òrbita de transferència de Hohmann que passi a prop de Mercuri és gran comparat amb altres missions planetàries.
L'energia potencial alliberada per a baixar pel pou de potencial del Sol es converteix en energia cinètica; i necessita un altre gran canvi delta-v per a fer una altra cosa que passar ràpidament per Mercuri. Per aterrar sense riscs o entrar en una òrbita estable, la nau espacial ha de fiar-se només dels coets, perquè és impossible de frenar gràcies a l'atmosfera, ja que en té molt poca. Un viatge a Mercuri requereix actualment més combustible de coet que per anar a fora del sistema solar completament. Com a resultat, només dues naus han arribat al planeta. S'ha proposat una alternativa que utilitzaria una vela solar per a arribar a una òrbita sincronitzada amb Mercuri al voltant del Sol.

### Mariner 10

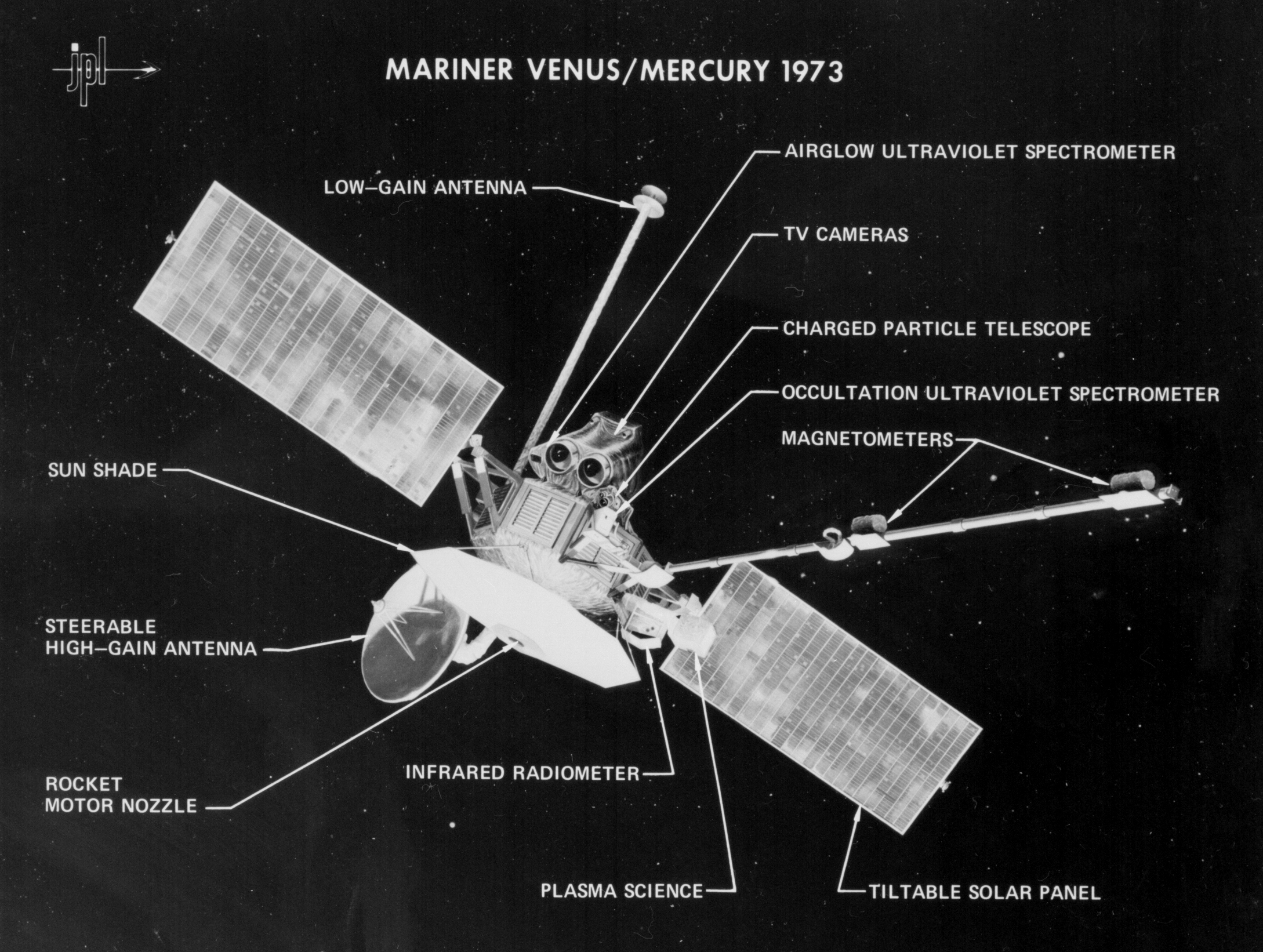
Parts de la Mariner 10

La primera nau espacial a arribar a Mercuri va ser la Mariner 10 de la NASA (1974–75). La nau va utilitzar la gravetat de Venus per a ajustar la seva velocitat orbital, de manera que pogués arribar a Mercuri, i fou la primera nau a utilitzar aquesta assistència gravitatòria i la primera nau de la NASA a visitar més d'un planeta. La Mariner 10 va fer les primeres imatges en primer pla de la superfície de Mercuri, que immediatament van mostrar-ne els cràters, i també en va revelar moltes altres característiques geològiques, com les escarpes gegants, que després s'han atribuït a l'efecte de la lleugera contracció del planeta causada pel refredament del seu nucli de ferro. Desafortunadament, per la longitud del període orbital de la Mariner 10, la mateixa cara del planeta estava il·luminada durant cadascuna de les passades que va fer la Mariner 10. Això va fer que no fos possible l'observació de les dues cares, i va resultar en el mapa el 45% de la superfície del planeta.
El 27 de març del 1974, dos dies abans de la primera volada damunt de Mercuri, els instruments de la Mariner 10 van començar a enregistrar moltes imprevistes radiacions ultraviolades a prop de Mercuri. Això va dirigir la temptativa d'identificació de la lluna de Mercuri. Poc després, es va identificar que era la llum ultraviolada de l'estrella 31 Crateris, i la lluna de Mercuri va passar als llibres d'astronomia com a curiositat.
La nau va fer tres vols a prop de Mercuri, el més proper dels quals va arribar a 327 km de la superfície.
En el primer dels tres, els instruments van detectar un camp magnètic, una sorpresa per als geòlegs planetaris —la rotació de Mercuri es creia que era molt més lenta, per a generar un significatiu efecte dinamo. El segon intent va ser principalment utilitzat per a fer-ne fotografies, però al tercer es va obtenir extensa informació sobre el camp magnètic. La informació va revelar que el camp magnètic del planeta és semblant al de la Terra, que desvia el vent solar al voltant del planeta. Tanmateix, l'origen del camp magnètic de Mercuri encara té diverses teories.
Pocs dies després del darrer vol a prop de Mercuri, la Mariner 10 es va quedar sense combustible. Com que l'òrbita no hauria pogut ser controlada acuradament, els controladors de la missió van ordenar que s'apagués el 24 de març del 1975. Es creu que la Mariner 10 encara està orbitant al voltant del Sol, apropant-se a Mercuri cada uns quants mesos.

### MESSENGER

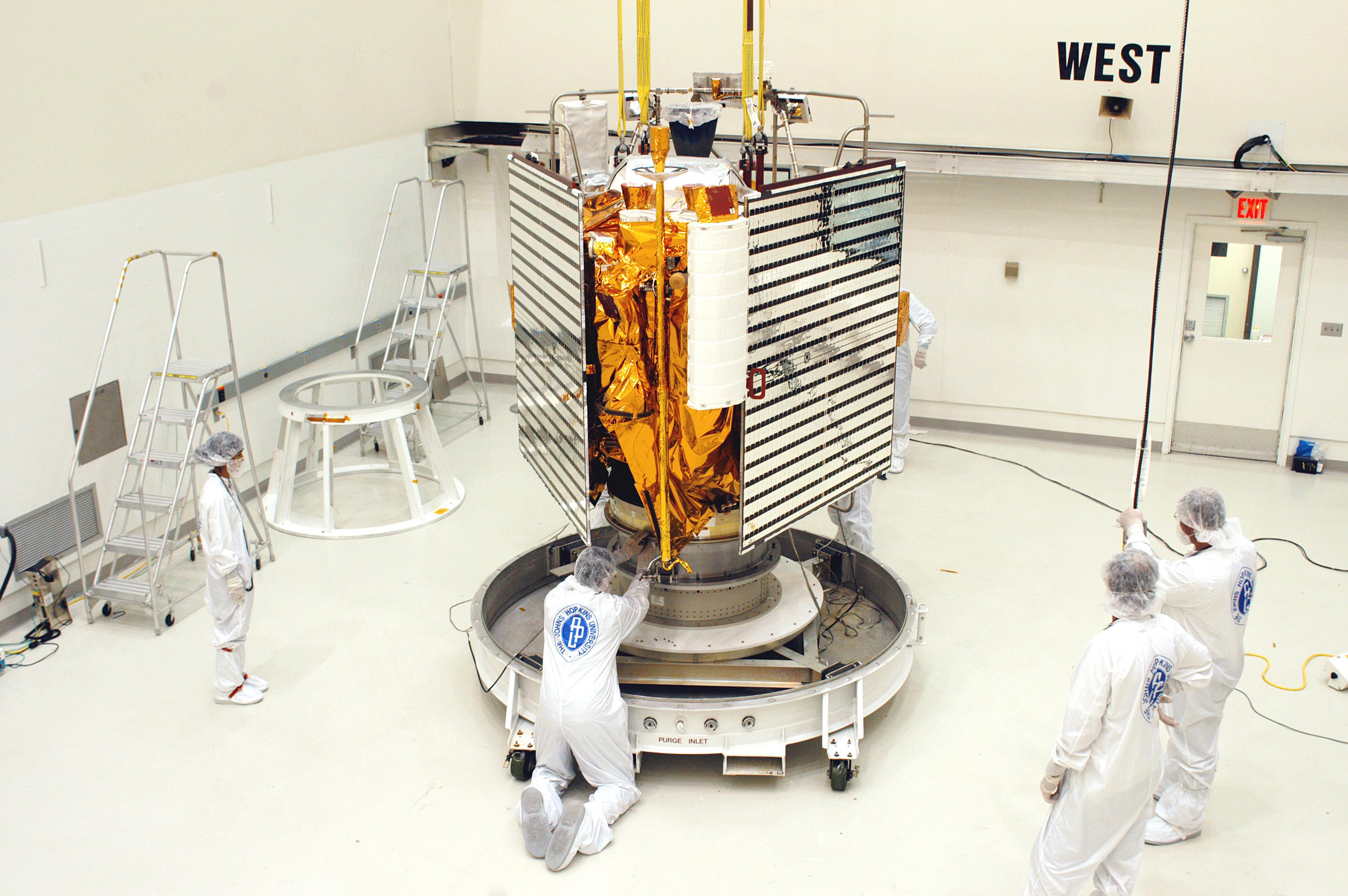
MESSENGER preparant-se per al llançament

Una segona missió de la NASA cap a Mercuri, anomenada MESSENGER (MErcury Surface, Space ENvironment, GEochemistry, and Ranging, en anglès), va ser llançada el 3 d'agost del 2004, des de l'Air Force Station del cap Canaveral, amb un coet Boeing Delta 2. Va volar sobre la Terra l'agost del 2005, i sobre Venus l'octubre del 2006 i el juny del 2007, per tenir una trajectòria correcta per a orbitar al voltant de Mercuri. Una primera volada a Mercuri va tenir lloc el 14 de gener del 2008, i una segona el 6 d'octubre. Va fer-hi un altre vol el 29 de setembre del 2009. Gran part de l'hemisferi no cartografiat per la Mariner 10 s'ha cartografiat amb aquests vols. La sonda va entrar reeixidament en una òrbita el·líptica al voltant del planeta el 18 de març del 2011; la primera imatge orbital de Mercuri es va obtenir el 29 de març del 2011. La sonda va completar la seva missió el 17 de març del 2012 amb el resultat de prop de 100.000 imatges. La sonda MESSENGER va aconseguir cartografiar el 100% de Mercuri el 6 de març del 2013 i va completar la seva missió el 17 de març del 2013, i va entrar en una missió estesa amb perllongament d'un any de la seva missió durant el 2013. A més de les observacions continuades i la cartografia del planeta, MESSENGER va observar el màxim solar de 2012.

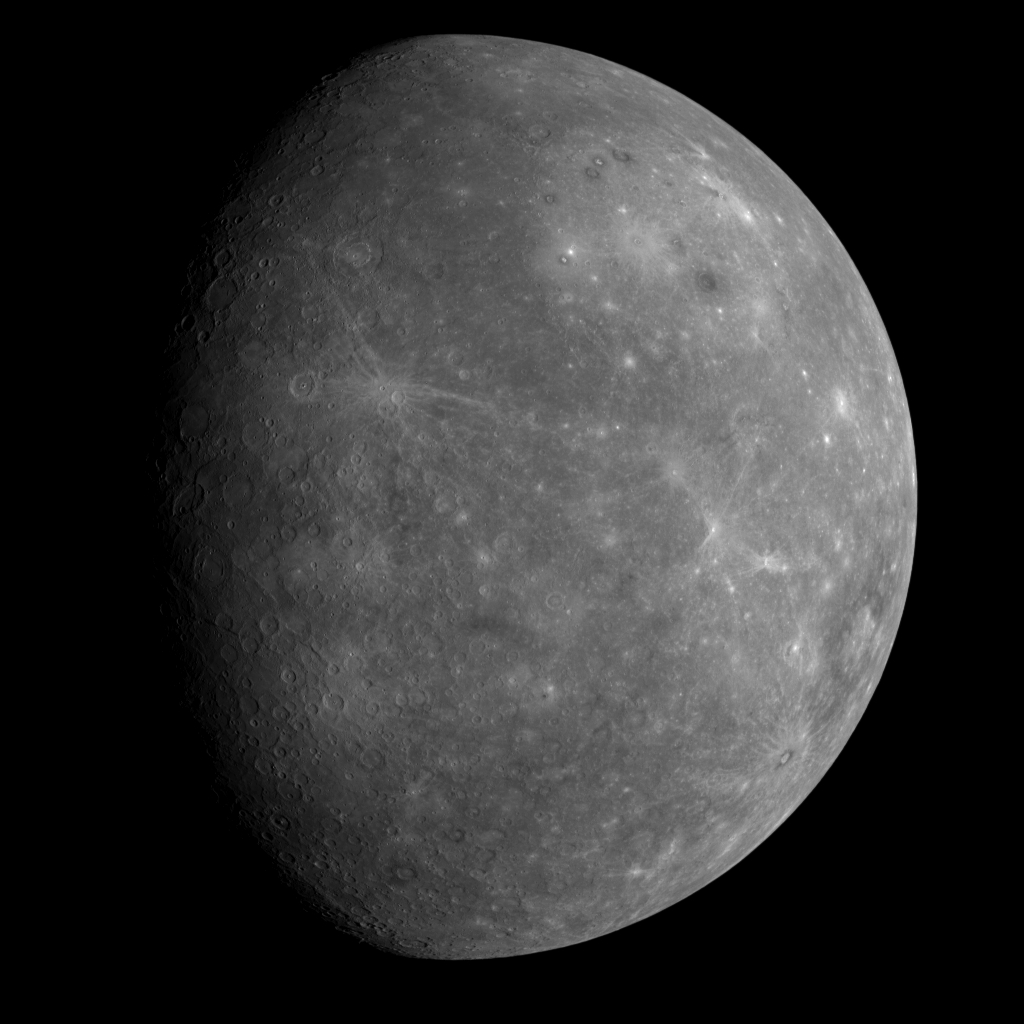
La primera fotografia de la part mai vista de Mercuri, feta per la sonda MESSENGER

La missió ha aportat informació sobre sis temes clau: l'alta densitat de Mercuri, la seva història geològica, la naturalesa del seu camp magnètic, l'estructura del seu nucli, el descobriment de gel d'aigua al seu pol nord, fet llargament intuït per les dades obtingudes des de la Terra. i d'on ve la seva tènue atmosfera. Amb aquesta finalitat, la sonda té incorporats dispositius d'imatge que tenen molta més resolució que les imatges de la Mariner 10, diversos espectròmetres per a determinar els elements de l'escorça, i magnetòmetres i dispositius per a mesurar les velocitats de partícules carregades. Mesures detallades dels petits canvis en la velocitat de la sonda mentre orbita han servit per a inferir detalls de l'estructura interna del planeta. La maniobra final de la sonda va ser efectuada el 24 d'abril de 2015, i es va estavellar a la superfície de Mercuri el 30 d'abril del mateix any. L'impacte de la nau contra la superfície del planeta va tenir lloc exactament a les 3:26 PM EDT d'aquell dia, deixant un cràter estimat de 16 metres de diàmetre.

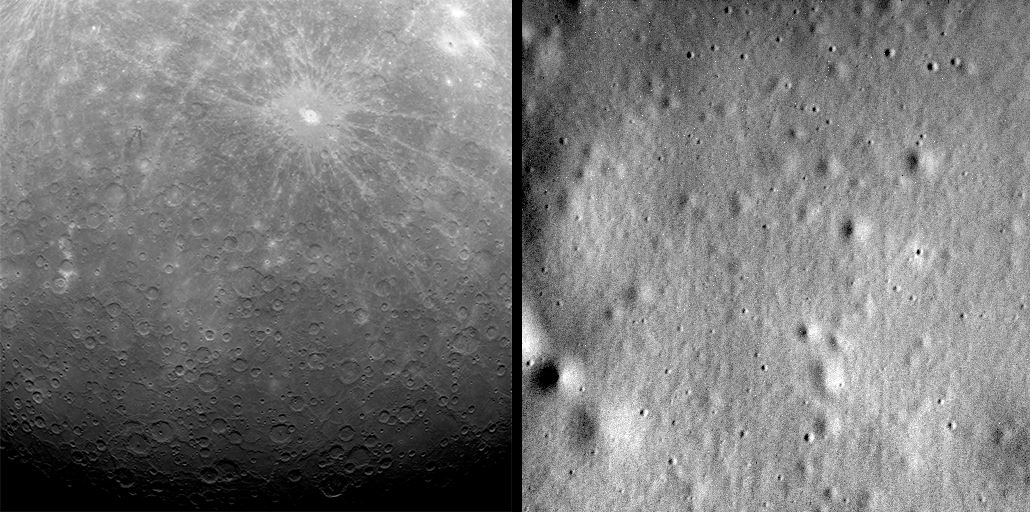
Primera imatge (29 mar 2011) i última (30 abr 2015) de Mercuri per part de MESSENGER

### BepiColombo
L'Agència Espacial Europea (ESA, per les seves sigles angleses) van desenvolupar i llançar una missió conjunta amb el Japó, anomenada BepiColombo, que orbitarà Mercuri amb dues sondes: una per enregistrar el planeta i l'altra per estudiar-ne la magnetosfera. La missió va ser llançada a l'espai amb un coet Ariane 5 el 20 d'octubre de 2018 des del Centre Espacial de Guiana de l'ESA, per tenir més avantatge per la posició equatorial, enviant un contenidor amb les dues sondes. Així com la MESSENGER, la BepiColombo farà passades properes a altres planetes de camí cap a Mercuri, per obtenir-ne impulsos gravitacionals, i modificar la seva òrbita; passarà per la Lluna i Venus i farà unes quantes aproximacions a Mercuri abans d'entrar en òrbita. Es farà servir una combinació de motors químics i iònics, aquest últim donarà força contínuament durant intervals llargs. La nau arribarà a Mercuri el 2025. La sonda amb el magnetòmetre es farà amb una òrbita el·líptica; després, els coets químics llançaran la sonda cartogràfica en una òrbita circular. Les dues sondes hi orbitaran durant un any terrestre.
La sonda cartogràfica també carregarà espectròmetres similars a la sonda MESSENGER, i estudiarà el planeta des de diferents longituds d'ona, incloent-hi infraroigs, ultraviolat, raigs X i raigs gamma. A part d'estudiar intensivament el planeta, els controladors de la missió també esperen utilitzar la proximitat al Sol de la sonda per a provar les prediccions de la teoria de la relativitat general.
La missió s'anomena així en honor de Giuseppe (Bepi) Colombo, el primer científic a determinar la ressonància rotació−òrbita de Mercuri i que també va estar implicat en la planificació de la trajectòria impulsada per gravitació de la Mariner 10 cap al planeta, el 1974.